# راندال باتینکف
راندال باتینکف (به انگلیسی: Randall Batinkoff) (زاده ۱۶ اکتبر ۱۹۶۸) بازیگر آمریکایی است.
از فیلم‌های معروف او می‌توان به بازی در فیلم مصلح، چه کسی سگ می‌گیرد؟، آموزش برتر، پیاده‌روی و صحبت کردن، بگذار شیطان سیاه بپوشد، دوش آوریل، هارت‌وود، شکسته، خیابان واکین و روابط مدرسه اشاره کرد.